# Dreihäuser (Räckelwitz)

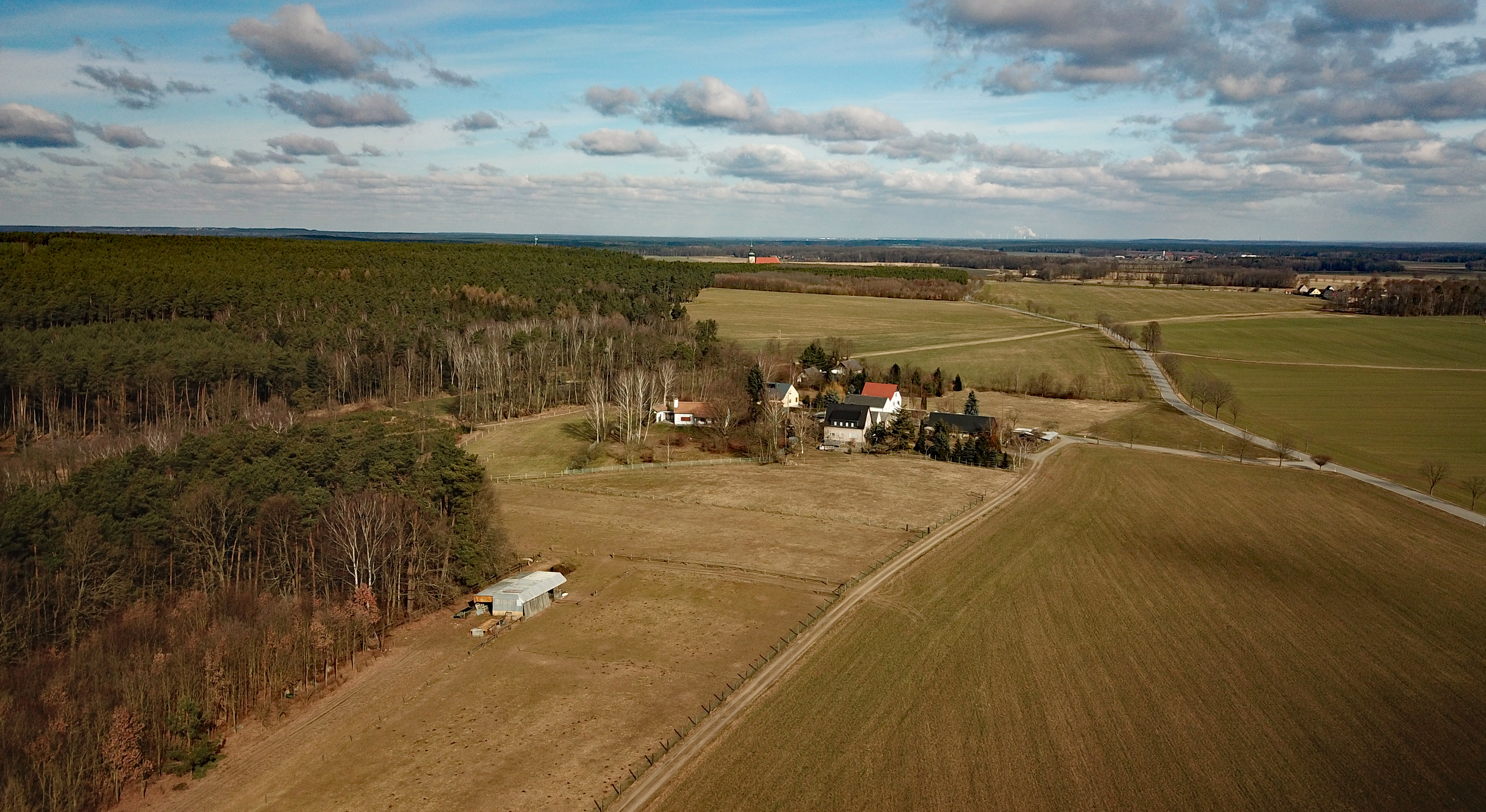
Luftbild

Dreihäuser, obersorbisch Horni Hajnk, ist eine Ansiedlung im Zentrum des ostsächsischen Landkreises Bautzen. Es zählt zur Oberlausitz und gehört zur Gemeinde Räckelwitz. Dreihäuser liegt im sorbischen Kernsiedlungsgebiet und hat elf Einwohner.
Die kleine Siedlung war langjähriger Wohnort der sorbischen Schriftsteller Jurij Brězan (1916–2006) und Benno Budar (1946–2023).
Dreihäuser ist eine Station des Radwanderweges „Auf den Spuren des Krabat“.

## Ortsname
Der sorbische Ortsname kann frei mit „Bergförster“ übersetzt werden (hajnik, hajnk = „Förster“). Die sächsischen Meilenblätter bezeichnen die Siedlung um 1800 als „die Berghäuser“. Im Messtischblatt von 1884 ist neben „Dreihäuser“ auch die Alternativbezeichnung „beim Bergförster“ angegeben.

## Geographie
Dreihäuser liegt einige Meter höher als die Umgebung auf 160 m ü. NN. Etwa zwei Kilometer entfernt befinden sich Räckelwitz im Süden und Rosenthal im Norden. In westlicher Richtung erstrecken sich ausgedehnte Waldgebiete; die östliche Umgebung – die Aue des Klosterwassers – wird landwirtschaftlich genutzt. 200 Meter südwestlich der Häusergruppe liegt der Sandteich.
Jurij Brězan beschrieb seinen Wohnort folgendermaßen: „Er fand das Hügelchen, fünf Kornhalme hoch über dem Bach Satkula, sein Heimatdorf in Sicht, und fünfzig Schritt bis zum Rand der weiten Wälder.“